# Collegio elettorale di Torino Centro
Il collegio di Torino Centro fu un collegio elettorale uninominale della Repubblica Italiana appartenente alla Circoscrizione Piemonte; fu utilizzato per eleggere un senatore della Repubblica dalla I alla XI legislatura.

## Storia
Il collegio venne creato nel 1948 secondo la legge n. 29 del 6 febbraio 1948 la quale, pur basandosi sull'impianto proporzionale in vigore per la Camera, rispetto a quest'ultima conteneva alcuni piccoli correttivi in senso maggioritario. Tale legge ebbe il suo definitivo perfezionamento col Testo Unico n°361 del 1957. Differentemente dalla Camera, la legge elettorale del Senato si articolava su base regionale, seguendo il dettato costituzionale (art.57). Ogni Regione era suddivisa in tanti collegi uninominali quanti erano i seggi ad essa assegnati. All'interno di ciascun collegio, veniva eletto il candidato che avesse raggiunto il quorum del 65% delle preferenze: tale soglia, oggettivamente di difficilissimo conseguimento, tradiva l'impianto proporzionale su cui era concepito anche il sistema elettorale della Camera Alta. Qualora, come normalmente avveniva, nessun candidato avesse conseguito l'elezione, i voti di tutti i candidati venivano raggruppati in liste di partito a livello regionale, dove i seggi venivano allocati utilizzando il metodo D'Hondt delle maggiori medie statistiche e quindi, all'interno di ciascuna lista, venivano dichiarati eletti i candidati con le migliori percentuali di preferenza.
Nel 1993, con la cosiddetta Legge Mattarella (Legge n. 276, Norme per l'elezione del Senato della Repubblica), attuata in seguito al referendum abrogativo del 1993, venne istituito per la Camera dei deputati e per il Senato della Repubblica un sistema di elezione misto, in parte maggioritario e in parte proporzionale. Il 75% dei parlamentari dell'assemblea veniva eletto in collegi uninominali tramite sistema maggioritario a turno unico; il restante 25% al Senato veniva eletto tramite recupero proporzionale dei più votati non eletti attraverso un meccanismo di calcolo denominato "scorporo", cioè sottraendo dal conteggio dei voti totali di una lista nella parte proporzionale i voti ottenuti dai candidati collegati alla medesima lista che erano eletti nei collegi uninominali con il sistema maggioritario.
Il collegio di Torino Centro venne pertanto abolito nel 1993.

## Territorio
Il collegio di Torino Centro era uno dei 17 collegi uninominali in cui era suddiviso il Piemonte; comprendeva parte del comune di Torino.

## Dati elettorali

### I legislatura
|                                                                                | Federico Marconcini ✔️ Eletto | Democrazia Cristiana        | 69 746  | 49,58 |  |  |  |  |  |
|                                                                                | Eligio Perucca                | Fronte Democratico Popolare | 34 524  | 24,54 |  |  |  |  |  |
|                                                                                | Luigi Carmagnola ✔️ Eletto    | Unità Socialista            | 23 136  | 16,45 |  |  |  |  |  |
|                                                                                | Mario Allara                  | Blocco Nazionale            | 12 872  | 9,15  |  |  |  |  |  |
|                                                                                | Eugenio Berruto               | Indipendente                | 392     | 0,28  |  |  |  |  |  |
| Totale                                                                         | Totale                        | Totale                      | 140 670 | 100   |  |  |  |  |  |
|                                                                                |                               |                             |         |       |  |  |  |  |  |
| Voti non validi                                                                | Voti non validi               | Voti non validi             | 3 997   | 2,76  |  |  |  |  |  |
| Votanti                                                                        | Votanti                       | Votanti                     | 144 667 | 88,36 |  |  |  |  |  |
| Elettori                                                                       | Elettori                      | Elettori                    | 163 730 |       |  |  |  |  |  |
|                                                                                |                               |                             |         |       |  |  |  |  |  |
| Nota: quorum del 65% non raggiunto; ripartizione dei seggi a livello regionale |                               |                             |         |       |  |  |  |  |  |
| Data: 18 aprile 1948                                                           |                               |                             |         |       |  |  |  |  |  |
| Fonte: Ministero dell'interno                                                  |                               |                             |         |       |  |  |  |  |  |

### II legislatura
|                                                                                | Federico Marconcini        | Democrazia Cristiana                    | 54 466  | 36,85 |  |  |  |  |  |
|                                                                                | Domenico Coggiola          | Partito Comunista Italiano              | 37 099  | 25,10 |  |  |  |  |  |
|                                                                                | Luigi Carmagnola ✔️ Eletto | Partito Socialista Democratico Italiano | 15 996  | 10,82 |  |  |  |  |  |
|                                                                                | Mario Allara               | Partito Liberale Italiano               | 15 282  | 10,34 |  |  |  |  |  |
|                                                                                | Pierino Ferrari            | Partito Nazionale Monarchico            | 15 026  | 10,17 |  |  |  |  |  |
|                                                                                | Adriano Olivetti           | Humana Civiltas                         | 8 000   | 5,41  |  |  |  |  |  |
|                                                                                | Mario Berutti              | Alleanza Democratica Nazionale          | 1 948   | 1,32  |  |  |  |  |  |
| Totale                                                                         | Totale                     | Totale                                  | 147 817 | 100   |  |  |  |  |  |
|                                                                                |                            |                                         |         |       |  |  |  |  |  |
| Voti non validi                                                                | Voti non validi            | Voti non validi                         | 6 760   | 4,37  |  |  |  |  |  |
| Votanti                                                                        | Votanti                    | Votanti                                 | 154 577 | 92,76 |  |  |  |  |  |
| Elettori                                                                       | Elettori                   | Elettori                                | 166 640 |       |  |  |  |  |  |
|                                                                                |                            |                                         |         |       |  |  |  |  |  |
| Nota: quorum del 65% non raggiunto; ripartizione dei seggi a livello regionale |                            |                                         |         |       |  |  |  |  |  |
| Data: 7 giugno 1953                                                            |                            |                                         |         |       |  |  |  |  |  |
| Fonte: Ministero dell'interno                                                  |                            |                                         |         |       |  |  |  |  |  |

### III legislatura
|                                                                                | Mario Allara             | Democrazia Cristiana                       | 51 480  | 35,64 |  |  |  |  |  |
|                                                                                | Domenico Coggiola        | Partito Comunista Italiano                 | 22 509  | 15,58 |  |  |  |  |  |
|                                                                                | Ferruccio Parri          | Partito Socialista Italiano                | 16 735  | 11,59 |  |  |  |  |  |
|                                                                                | Ercole Malchiodi         | Partito Liberale Italiano                  | 15 711  | 10,88 |  |  |  |  |  |
|                                                                                | Luigi Carmagnola         | Partito Socialista Democratico Italiano    | 13 030  | 9,02  |  |  |  |  |  |
|                                                                                | Luigi Ollivero           | Partito Nazionale Monarchico               | 6 360   | 4,40  |  |  |  |  |  |
|                                                                                | Carlo Majorino           | Movimento Sociale Italiano                 | 5 806   | 4,02  |  |  |  |  |  |
|                                                                                | Quirino Massara          | Movimento Autonomista Regionale Piemontese | 3 599   | 2,49  |  |  |  |  |  |
|                                                                                | Paolo Sella Di Monteluce | Partito Monarchico Popolare                | 3 303   | 2,29  |  |  |  |  |  |
|                                                                                | Giovanni Astengo         | Movimento Comunità                         | 3 182   | 2,20  |  |  |  |  |  |
|                                                                                | Piero Pieri              | PRI - PR                                   | 2 718   | 1,88  |  |  |  |  |  |
| Totale                                                                         | Totale                   | Totale                                     | 144 433 | 100   |  |  |  |  |  |
|                                                                                |                          |                                            |         |       |  |  |  |  |  |
| Voti non validi                                                                | Voti non validi          | Voti non validi                            | 5 545   | 3,70  |  |  |  |  |  |
| Votanti                                                                        | Votanti                  | Votanti                                    | 149 978 | 94,79 |  |  |  |  |  |
| Elettori                                                                       | Elettori                 | Elettori                                   | 158 218 |       |  |  |  |  |  |
|                                                                                |                          |                                            |         |       |  |  |  |  |  |
| Nota: quorum del 65% non raggiunto; ripartizione dei seggi a livello regionale |                          |                                            |         |       |  |  |  |  |  |
| Data: 25 maggio 1958                                                           |                          |                                            |         |       |  |  |  |  |  |
| Fonte: Ministero dell'interno                                                  |                          |                                            |         |       |  |  |  |  |  |

### IV legislatura
|                                                                                | Silvio Geuna       | Democrazia Cristiana                    | 37 722  | 27,71 |  |  |  |  |  |
|                                                                                | G. Bosso ✔️ Eletto | Partito Liberale Italiano               | 35 369  | 25,98 |  |  |  |  |  |
|                                                                                | G. Arian Levi      | Partito Comunista Italiano              | 27 322  | 20,07 |  |  |  |  |  |
|                                                                                | Giovanni Astengo   | Partito Socialista Italiano             | 15 520  | 11,40 |  |  |  |  |  |
|                                                                                | C. Stratta         | Partito Socialista Democratico Italiano | 12 657  | 9,30  |  |  |  |  |  |
|                                                                                | P. Ferrari         | MSI - PDIUM                             | 7 554   | 5,55  |  |  |  |  |  |
| Totale                                                                         | Totale             | Totale                                  | 136 144 | 100   |  |  |  |  |  |
|                                                                                |                    |                                         |         |       |  |  |  |  |  |
| Voti non validi                                                                | Voti non validi    | Voti non validi                         | 6 487   | 4,55  |  |  |  |  |  |
| Votanti                                                                        | Votanti            | Votanti                                 | 142 631 | 94,85 |  |  |  |  |  |
| Elettori                                                                       | Elettori           | Elettori                                | 150 381 |       |  |  |  |  |  |
|                                                                                |                    |                                         |         |       |  |  |  |  |  |
| Nota: quorum del 65% non raggiunto; ripartizione dei seggi a livello regionale |                    |                                         |         |       |  |  |  |  |  |
| Data: 28 aprile 1963                                                           |                    |                                         |         |       |  |  |  |  |  |
| Fonte: Ministero dell'interno                                                  |                    |                                         |         |       |  |  |  |  |  |

### V legislatura
|                                                                                | Silvio Geuna               | Democrazia Cristiana          | 35 318  | 29,21 |  |  |  |  |  |
|                                                                                | Angiola Massucco Costa     | PCI - PSIUP                   | 29 078  | 24,05 |  |  |  |  |  |
|                                                                                | G. Bosso ✔️ Eletto         | Partito Liberale Italiano     | 28 983  | 23,97 |  |  |  |  |  |
|                                                                                | N. Renacco                 | PSI-PSDI Unificati            | 17 385  | 14,38 |  |  |  |  |  |
|                                                                                | A. K. Arebi De Luca Aprile | MSI - PDIUM                   | 5 612   | 4,64  |  |  |  |  |  |
|                                                                                | A. Castagnone              | Partito Repubblicano Italiano | 2 391   | 1,98  |  |  |  |  |  |
|                                                                                | P. De Grazia               | Socialdemocrazia              | 2 139   | 1,77  |  |  |  |  |  |
| Totale                                                                         | Totale                     | Totale                        | 120 906 | 100   |  |  |  |  |  |
|                                                                                |                            |                               |         |       |  |  |  |  |  |
| Voti non validi                                                                | Voti non validi            | Voti non validi               | 6 472   | 5,08  |  |  |  |  |  |
| Votanti                                                                        | Votanti                    | Votanti                       | 127 378 | 93,61 |  |  |  |  |  |
| Elettori                                                                       | Elettori                   | Elettori                      | 136 072 |       |  |  |  |  |  |
|                                                                                |                            |                               |         |       |  |  |  |  |  |
| Nota: quorum del 65% non raggiunto; ripartizione dei seggi a livello regionale |                            |                               |         |       |  |  |  |  |  |
| Data: 19 maggio 1968                                                           |                            |                               |         |       |  |  |  |  |  |
| Fonte: Ministero dell'interno                                                  |                            |                               |         |       |  |  |  |  |  |

### VI legislatura
|                                                                                | Gian Aldo Arnaud        | Democrazia Cristiana                    | 32 567  | 28,15 |  |  |  |  |  |
|                                                                                | A. Dina                 | PCI - PSIUP                             | 27 997  | 24,20 |  |  |  |  |  |
|                                                                                | Manlio Brosio ✔️ Eletto | Partito Liberale Italiano               | 22 342  | 19,31 |  |  |  |  |  |
|                                                                                | Armando Plebe ✔️ Eletto | Movimento Sociale Italiano              | 11 871  | 10,26 |  |  |  |  |  |
|                                                                                | S. Paonni               | Partito Socialista Italiano             | 8 482   | 7,33  |  |  |  |  |  |
|                                                                                | V. Ramella              | Partito Socialista Democratico Italiano | 6 840   | 5,91  |  |  |  |  |  |
|                                                                                | A. Castagnone           | Partito Repubblicano Italiano           | 5 602   | 4,84  |  |  |  |  |  |
| Totale                                                                         | Totale                  | Totale                                  | 115 701 | 100   |  |  |  |  |  |
|                                                                                |                         |                                         |         |       |  |  |  |  |  |
| Voti non validi                                                                | Voti non validi         | Voti non validi                         | 4 953   | 4,11  |  |  |  |  |  |
| Votanti                                                                        | Votanti                 | Votanti                                 | 120 654 | 93,79 |  |  |  |  |  |
| Elettori                                                                       | Elettori                | Elettori                                | 128 646 |       |  |  |  |  |  |
|                                                                                |                         |                                         |         |       |  |  |  |  |  |
| Nota: quorum del 65% non raggiunto; ripartizione dei seggi a livello regionale |                         |                                         |         |       |  |  |  |  |  |
| Data: 7 maggio 1972                                                            |                         |                                         |         |       |  |  |  |  |  |
| Fonte: Ministero dell'interno                                                  |                         |                                         |         |       |  |  |  |  |  |

### VII legislatura
|                                                                                | Dario Cravero ✔️ Eletto     | Democrazia Cristiana                    | 37 468  | 34,58 |  |  |  |  |  |
|                                                                                | Maria Luisa Tourn ✔️ Eletta | Partito Comunista Italiano              | 33 565  | 30,98 |  |  |  |  |  |
|                                                                                | Bruno Visentini ✔️ Eletto   | Partito Repubblicano Italiano           | 9 191   | 8,48  |  |  |  |  |  |
|                                                                                | Armando Piche ✔️ Eletto     | Movimento Sociale Italiano              | 8 786   | 8,11  |  |  |  |  |  |
|                                                                                | Alessandro Tosi             | Partito Socialista Italiano             | 7 903   | 7,29  |  |  |  |  |  |
|                                                                                | Vittore Catella             | Partito Liberale Italiano               | 5 925   | 5,47  |  |  |  |  |  |
|                                                                                | Matilde Di Pietrantonio     | Partito Socialista Democratico Italiano | 3 328   | 3,07  |  |  |  |  |  |
|                                                                                | Gustavo Comba               | Partito Radicale                        | 2 189   | 2,02  |  |  |  |  |  |
| Totale                                                                         | Totale                      | Totale                                  | 108 355 | 100   |  |  |  |  |  |
|                                                                                |                             |                                         |         |       |  |  |  |  |  |
| Voti non validi                                                                | Voti non validi             | Voti non validi                         | 3 204   | 2,87  |  |  |  |  |  |
| Votanti                                                                        | Votanti                     | Votanti                                 | 111 559 | 93,20 |  |  |  |  |  |
| Elettori                                                                       | Elettori                    | Elettori                                | 119 696 |       |  |  |  |  |  |
|                                                                                |                             |                                         |         |       |  |  |  |  |  |
| Nota: quorum del 65% non raggiunto; ripartizione dei seggi a livello regionale |                             |                                         |         |       |  |  |  |  |  |
| Data: 20 giugno 1976                                                           |                             |                                         |         |       |  |  |  |  |  |
| Fonte: Ministero dell'interno                                                  |                             |                                         |         |       |  |  |  |  |  |

### VIII legislatura
|                                                                                | Dario Cravero             | Democrazia Cristiana                         | 31 145  | 31,01 |  |  |  |  |  |
|                                                                                | Maria Luisa Tourn         | Partito Comunista Italiano                   | 27 788  | 27,67 |  |  |  |  |  |
|                                                                                | Valerio Zanone            | Partito Liberale Italiano                    | 9 472   | 9,43  |  |  |  |  |  |
|                                                                                | Bruno Visentini ✔️ Eletto | Partito Repubblicano Italiano                | 8 481   | 8,44  |  |  |  |  |  |
|                                                                                | F. Barbano                | Partito Socialista Italiano                  | 7 685   | 7,65  |  |  |  |  |  |
|                                                                                | Cesare Pozzo              | Movimento Sociale Italiano                   | 6 629   | 6,60  |  |  |  |  |  |
|                                                                                | E. Bechis                 | Partito Radicale - Nuova Sinistra Unita      | 5 196   | 5,17  |  |  |  |  |  |
|                                                                                | Matilde Di Pietrantonio   | Partito Socialista Democratico Italiano      | 3 417   | 3,40  |  |  |  |  |  |
|                                                                                | E. Giacchero              | Costituente di Destra - Democrazia Nazionale | 614     | 0,61  |  |  |  |  |  |
| Totale                                                                         | Totale                    | Totale                                       | 100 427 | 100   |  |  |  |  |  |
|                                                                                |                           |                                              |         |       |  |  |  |  |  |
| Voti non validi                                                                | Voti non validi           | Voti non validi                              | 4 579   | 4,36  |  |  |  |  |  |
| Votanti                                                                        | Votanti                   | Votanti                                      | 105 006 | 90,52 |  |  |  |  |  |
| Elettori                                                                       | Elettori                  | Elettori                                     | 115 997 |       |  |  |  |  |  |
|                                                                                |                           |                                              |         |       |  |  |  |  |  |
| Nota: quorum del 65% non raggiunto; ripartizione dei seggi a livello regionale |                           |                                              |         |       |  |  |  |  |  |
| Data: 3 giugno 1979                                                            |                           |                                              |         |       |  |  |  |  |  |
| Fonte: Ministero dell'interno                                                  |                           |                                              |         |       |  |  |  |  |  |

### IX legislatura
|                                                                                | Natalia Ginzburg                 | Partito Comunista Italiano              | 24 601  | 28,04 |  |  |  |  |  |
|                                                                                | Ignazio Marcello Gallo ✔️ Eletto | Democrazia Cristiana                    | 20 310  | 23,15 |  |  |  |  |  |
|                                                                                | Bruno Visentini ✔️ Eletto        | Partito Repubblicano Italiano           | 11 148  | 12,71 |  |  |  |  |  |
|                                                                                | Attilio Bastianini               | Partito Liberale Italiano               | 10 701  | 12,20 |  |  |  |  |  |
|                                                                                | Cesare Pozzo ✔️ Eletta           | Movimento Sociale Italiano              | 7 281   | 8,30  |  |  |  |  |  |
|                                                                                | Mario Soldati                    | Partito Socialista Italiano             | 6 005   | 6,85  |  |  |  |  |  |
|                                                                                | Franco Roccella                  | Partito Radicale                        | 3 268   | 3,73  |  |  |  |  |  |
|                                                                                | Maurizio Graziani                | Partito Socialista Democratico Italiano | 2 373   | 2,71  |  |  |  |  |  |
|                                                                                | Giuseppe Della Gatta             | Democrazia Proletaria                   | 1 577   | 1,80  |  |  |  |  |  |
|                                                                                | Giovanni Magnani                 | Lista per Trieste                       | 459     | 0,52  |  |  |  |  |  |
| Totale                                                                         | Totale                           | Totale                                  | 87 723  | 100   |  |  |  |  |  |
|                                                                                |                                  |                                         |         |       |  |  |  |  |  |
| Voti non validi                                                                | Voti non validi                  | Voti non validi                         | 5 169   | 5,56  |  |  |  |  |  |
| Votanti                                                                        | Votanti                          | Votanti                                 | 92 892  | 85,54 |  |  |  |  |  |
| Elettori                                                                       | Elettori                         | Elettori                                | 108 595 |       |  |  |  |  |  |
|                                                                                |                                  |                                         |         |       |  |  |  |  |  |
| Nota: quorum del 65% non raggiunto; ripartizione dei seggi a livello regionale |                                  |                                         |         |       |  |  |  |  |  |
| Data: 26 giugno 1983                                                           |                                  |                                         |         |       |  |  |  |  |  |
| Fonte: Ministero dell'interno                                                  |                                  |                                         |         |       |  |  |  |  |  |

### X legislatura
|                                                                                | Diego Novelli           | Partito Comunista Italiano              | 21 128  | 25,25 |  |  |  |  |  |
|                                                                                | Ignazio Marcello Gallo  | Democrazia Cristiana                    | 21 119  | 25,24 |  |  |  |  |  |
|                                                                                | Franzo Grande Stevens   | Partito Repubblicano Italiano           | 7 947   | 9,50  |  |  |  |  |  |
|                                                                                | M. Marzano              | Partito Socialista Italiano             | 6 827   | 8,16  |  |  |  |  |  |
|                                                                                | Attilio Bastianini      | Partito Liberale Italiano               | 6 101   | 7,29  |  |  |  |  |  |
|                                                                                | Cesare Pozzo ✔️ Eletto  | Movimento Sociale Italiano              | 6 012   | 7,19  |  |  |  |  |  |
|                                                                                | Maria Adelaide Aglietta | Partito Radicale                        | 4 537   | 5,42  |  |  |  |  |  |
|                                                                                | C. Motarino             | Lista Verde                             | 2 578   | 3,08  |  |  |  |  |  |
|                                                                                | G. Pandolfo             | Democrazia Proletaria                   | 1 672   | 2,00  |  |  |  |  |  |
|                                                                                | Gipo Farassino          | Piemont Autonomia Regionale             | 1 462   | 1,75  |  |  |  |  |  |
|                                                                                | R. Lerro                | Partito Socialista Democratico Italiano | 1 286   | 1,54  |  |  |  |  |  |
|                                                                                | G. Re                   | Movimento di Liberazione Fiscale        | 1 017   | 1,22  |  |  |  |  |  |
|                                                                                | G. Salerno              | Liga Veneta - Pensionati Uniti          | 998     | 1,19  |  |  |  |  |  |
|                                                                                | A. Fogliato             | Piemont                                 | 887     | 1,06  |  |  |  |  |  |
|                                                                                | C. Crosta               | Alleanza Popolare Pensionati            | 92      | 0,11  |  |  |  |  |  |
| Totale                                                                         | Totale                  | Totale                                  | 83 663  | 100   |  |  |  |  |  |
|                                                                                |                         |                                         |         |       |  |  |  |  |  |
| Voti non validi                                                                | Voti non validi         | Voti non validi                         | 3 915   | 4,47  |  |  |  |  |  |
| Votanti                                                                        | Votanti                 | Votanti                                 | 87 578  | 86,11 |  |  |  |  |  |
| Elettori                                                                       | Elettori                | Elettori                                | 101 707 |       |  |  |  |  |  |
|                                                                                |                         |                                         |         |       |  |  |  |  |  |
| Nota: quorum del 65% non raggiunto; ripartizione dei seggi a livello regionale |                         |                                         |         |       |  |  |  |  |  |
| Data: 14 giugno 1987                                                           |                         |                                         |         |       |  |  |  |  |  |
| Fonte: Ministero dell'interno                                                  |                         |                                         |         |       |  |  |  |  |  |

### XI legislatura
|                                                                                | Dario Cravero              | Democrazia Cristiana                    | 13 681 | 17,74 |  |  |  |  |  |
|                                                                                | Giorgina Levi              | Partito Democratico della Sinistra      | 10 477 | 13,59 |  |  |  |  |  |
|                                                                                | Furio Gobetti              | Lega Nord                               | 9 106  | 11,81 |  |  |  |  |  |
|                                                                                | Giorgio La Malfa ✔️ Eletto | Partito Repubblicano Italiano           | 9 059  | 11,75 |  |  |  |  |  |
|                                                                                | Emilio Papa                | Partito Socialista Italiano             | 6 018  | 7,80  |  |  |  |  |  |
|                                                                                | Attilio Bastianini         | Partito Liberale Italiano               | 5 911  | 7,67  |  |  |  |  |  |
|                                                                                | Cesare Pozzo ✔️ Eletto     | Movimento Sociale Italiano              | 5 780  | 7,50  |  |  |  |  |  |
|                                                                                | Maria Grazia Sestero       | Partito della Rifondazione Comunista    | 5 727  | 7,43  |  |  |  |  |  |
|                                                                                | Federico Zeri              | Sì Referendum                           | 3 617  | 4,69  |  |  |  |  |  |
|                                                                                | Giuseppa Maisano           | Federazione dei Verdi                   | 2 795  | 3,62  |  |  |  |  |  |
|                                                                                | Sergio Valabrega           | Partito Pensionati                      | 1 333  | 1,73  |  |  |  |  |  |
|                                                                                | Gianpaolo Sabbatini        | Lega Alpina Piemont                     | 1 092  | 1,42  |  |  |  |  |  |
|                                                                                | Ettore Della Savina        | Verdi Verdi                             | 1 041  | 1,35  |  |  |  |  |  |
|                                                                                | Anna Anfora                | Partito Socialista Democratico Italiano | 690    | 0,89  |  |  |  |  |  |
|                                                                                | Filippo De Jorio           | La Lega Casalinghe-Pensionati           | 549    | 0,71  |  |  |  |  |  |
|                                                                                | Lucantonio Piccolo         | Federalismo - Pensionati Uomini Vivi    | 233    | 0,30  |  |  |  |  |  |
| Totale                                                                         | Totale                     | Totale                                  | 77 109 | 100   |  |  |  |  |  |
|                                                                                |                            |                                         |        |       |  |  |  |  |  |
| Voti non validi                                                                | Voti non validi            | Voti non validi                         | 4 009  | 4,94  |  |  |  |  |  |
| Votanti                                                                        | Votanti                    | Votanti                                 | 81 118 | 84,79 |  |  |  |  |  |
| Elettori                                                                       | Elettori                   | Elettori                                | 95 664 |       |  |  |  |  |  |
|                                                                                |                            |                                         |        |       |  |  |  |  |  |
| Nota: quorum del 65% non raggiunto; ripartizione dei seggi a livello regionale |                            |                                         |        |       |  |  |  |  |  |
| Data: 5 aprile 1992                                                            |                            |                                         |        |       |  |  |  |  |  |
| Fonte: Ministero dell'interno                                                  |                            |                                         |        |       |  |  |  |  |  |